# Vitebskaja Vozvysjennost
Vitebskaja Vozvysjennost (ryska: Витебская Возвышенность) är ett högland i Belarus. Det ligger i den nordöstra delen av landet, 250 km nordost om huvudstaden Minsk.
Omgivningarna runt Vitebskaja Vozvysjennost är en mosaik av jordbruksmark och naturlig växtlighet. Runt Vitebskaja Vozvysjennost är det glesbefolkat, med 15 invånare per kvadratkilometer.